# Rhagonycha nigripes
Rhagonycha nigripes – gatunek chrząszcza z rodziny omomiłkowatych i podrodziny Cantharinae.

## Taksonomia
Gatunek ten opisany został po raz pierwszy w 1842 roku przez Ludwiga Redtenbachera pod nazwą Cantharis nigripes.

## Morfologia
Chrząszcz o wydłużonym ciele długości od 5,5 do 7,5 mm. Głowę ma całą czarną, pozbawioną guzka między nasadami czułków. Również czarne przedplecze ma zaokrągloną krawędź przednią, niezaostrzone kąty tylne i niewklęsłą krawędź tylną. Pokrywy są w całości brązowożółte. Odnóża są czarne i mają rozdwojone wierzchołki wszystkich pazurków. Genitalia samca mają edeagus zaopatrzony w jasnobrązową do brązowej tarczkę grzbietową o silniej zakrzywionych bokach i głębszym wycięciu krawędzi wierzchołkowej niż w przypadku R. gallica i R. interposita. Paramery są niespłaszczone, w widoku bocznym prętowate.

## Ekologia i występowanie
Owad górski, mezoalpejski, zasiedlający regiel górny, piętro subalpejskie i piętro alpejskie. Osobniki dorosłe obserwuje się od kwietnia do sierpnia ze szczytem pojawu w lipcu. Siadają na trawach, roślinach zielnych, kosodrzewinie i świerkach.
Gatunek palearktyczny, znany z Hiszpanii, Francji, Niemiec, Szwajcarii, Austrii, Litwy, Polski, Słowacji, Białorusi, Ukrainy, Serbii, Czarnogóry, Bułgarii, Macedonii Północnej, europejskiej części Rosji, Turcji i Algierii. W Polsce notowany jest z Sudetów, Beskidu Śląskiego, Beskidu Żywieckiego, Tatr i Bieszczadów.